# Guy Prévot
Guy Michel Prévot, né sur l'île de Tanna vers 1936, est un homme politique néo-hébridais, ministre des Finances à la fin de la période coloniale.

## Biographie
Né dans le condominium franco-britannique des Nouvelle-Hébrides, métis et descendant de colons, il est scolarisé dans la colonie, quitte l'école après son enseignement primaire et travaille dans le milieu de l'assurance avant d'entrer en politique,,. Il est par ailleurs « un joueur de football passionné ».
Il s'engage au parti Union des communautés des Nouvelles-Hébrides (UCNH ; francophone, anti-indépendance), fondé en 1974 et dont il est l'une des principales figures avec Jean-Marie Léyé, Rémy Delaveuve, Gérard Leymang et Vincent Boulekone. Le parti rassemble des autochtones francophones et des descendants de colons français. Il est élu député de Port-Vila à l'Assemblée représentative de la colonie lors des premières élections législatives, en 1975. Conservant son siège aux élections anticipées de 1977, il est nommé ministre des Finances dans le gouvernement de George Kalsakau, le premier gouvernement responsable de l'histoire de la colonie,. Il est reconduit au poste de ministre des Finances lorsqu'en décembre 1978 Gérard Leymang forme un gouvernement d'union nationale, associant les indépendantistes anglophones et les anti-indépendantistes francophones,. Âgé alors de 43 ans, il est le doyen d'âge de ce très jeune gouvernement principalement composé de trentenaires. 
Le gouvernement Leymang dure moins d'un an. Les élections législatives de novembre 1979 sont largement remportées par les indépendantistes anglophones du Vanua'aku Pati, qui forment un gouvernement seul, mettant fin à l'union nationale. Guy Prévot, réélu député de Port-Vila avec l'étiquette cette fois du Parti fédéral des Nouvelles-Hébrides, est « la seule personne d'ascendence uniquement française à l'Assemblée », les autres députés francophones étant métis ou autochtones. Comme les autres députés francophones anti-indépendantistes du Parti fédéral, de son allié l'UCNH et du mouvement John Frum, il boycotte l'Assemblée, accusant les indépendantistes d'avoir bénéficié de « fraudes électorales nombreuses et à grande échelle ». D'autres députés se joignent au boycott après l'assassinat en juin 1980 du député francophone Alexis Yolou par des militants du Vanua'aku Pati.
Les Nouvelles-Hébrides accèdent à l'indépendance en juillet 1980 et deviennent la république de Vanuatu. Sur l'île d'Espiritu Santo, un mouvement séparatiste francophone est immédiatement réprimé par le gouvernement de Walter Lini, avec l'appui de la Force de Défense de Papouasie-Nouvelle-Guinée. Des francophones sont passés à tabac par des policiers vanuatais et des soldats papou-néo-guinéens. Guy Prévot prend la parole pour soutenir ce qu'il appelle « le mouvement populaire contre le gouvernement Lini » à Santo, et dénonce l'usage par le gouvernement d'une force armée étrangère pour assoir son autorité. En octobre 1980, sur ordre du gouvernement, Guy Prévot et le député métis francophone Georges Cronsteadt sont déchus de leur mandat parlementaire et expulsés du pays avec 105 autres personnes ayant la nationalité française,.